# Sherwood (Oregon)
Sherwood – miasto w Stanach Zjednoczonych, w stanie Oregon, w hrabstwie Washington.